# آب‌های کم‌عمق
آب‌های کم‌عمق (انگلیسی: The Shallows) فیلمی آمریکایی در سبک ترسناک درام به کارگردانی ژائومه کولت-سرا و نویسندگی آنتونی جاسوینسکی است. از بازیگران فیلم می‌توان به بلیک لایولی، اسکار جانادا و برت کالن اشاره کرد. آب‌های کم عمق در ۲۹ ژوئن ۲۰۱۶ توسط کلمبیا پیکچرز منتشر شد.

## خلاصه فیلم
نانسی آدامز (بلیک لایولی)، دانشجوی رشته پزشکی مدت کوتاهی پس از مرگ مادرش به ساحل دور افتاده‌ای در مکزیک می‌رود، همان ساحلی که مادرش هنگامی که او را باردار بود به آنجا رفته بود. یک فرد محلی بنام کارلوس (اسکار جانادا) که در آن منطقه ساکن بود او را با اتومبیل خود به ساحل می‌رساند. نانسی به دو فرد محلی دیگر ملحق می‌شود و چندین ساعت به موج سواری می‌پردازند. نانسی برای استراحت پس از موج سواری یک تماس ویدئویی با خواهرش کول (سدونالگ) برقرار می‌کند. زمانی که او با پدرش (برت کالن) یک مکالمه احساسی و تیره و تار برقرار می‌کند آشکار می‌شود که مرگ مادرش باعث شده تا نانسی دانشکده پزشکی را رها سازد.
در حالی که همه ساحل را ترک کرده‌اند نانسی برای آخرین بار پیش از فرارسیدن شب به دریا می‌زند. ناگهان متوجه لاشه یک نهنگ کوهان دار بزرگ می‌شود که در آن نزدیکی است. نانسی می‌خواهد به سرعت به ساحل برگردد که یک کوسه بزرگ به او حمله می‌کند و پایش را به سختی مجروح می‌کند. او با دشواری خود را به تخته سنگ کوچکی در میان دریا می‌رساند که به زودی بر اثر مد به زیر آب خواهد رفت؛ و کوسه همچنان در انتظار اوست …